# Frihedsfonden
Frihedsfonden was een organisatie die werd opgericht voor de nabestaanden van Deense verzetsleden. De organisatie werd opgericht op 31 mei 1945. De organisatie was vooral bedoeld voor het psychisch ondersteunen van de nabestaanden van gestorven verzetsleden. In 1996 werd de organisatie opgeheven.